# Casimiroa watsonii
Casimiroa watsonii är en vinruteväxtart som beskrevs av Adolf Engler. Casimiroa watsonii ingår i släktet Casimiroa och familjen vinruteväxter. Inga underarter finns listade i Catalogue of Life.